# State Parks in Missouri
Dies ist eine Liste der State Parks und Historic Sites im US-Bundesstaat Missouri. Sowohl State Parks als auch Historic Sites werden von der Division of State Parks of the Missouri Department of Natural Resources verwaltet.

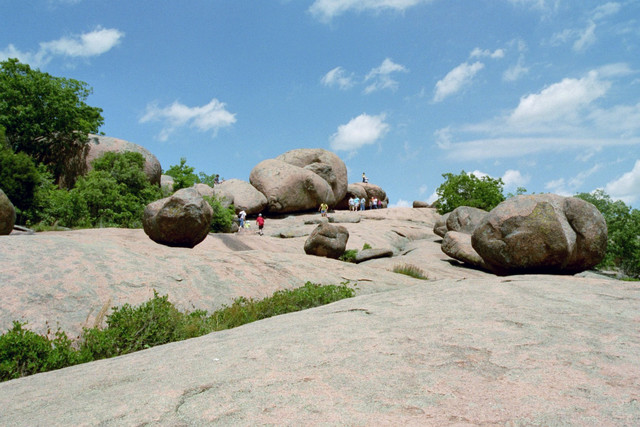
Elephant Rock State Park

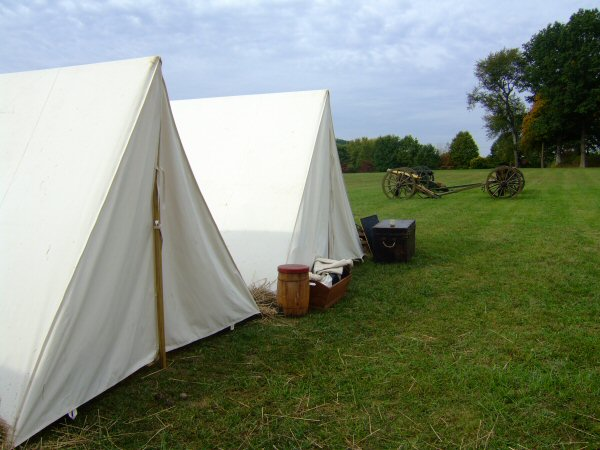
Fort Davidson State Historic Site

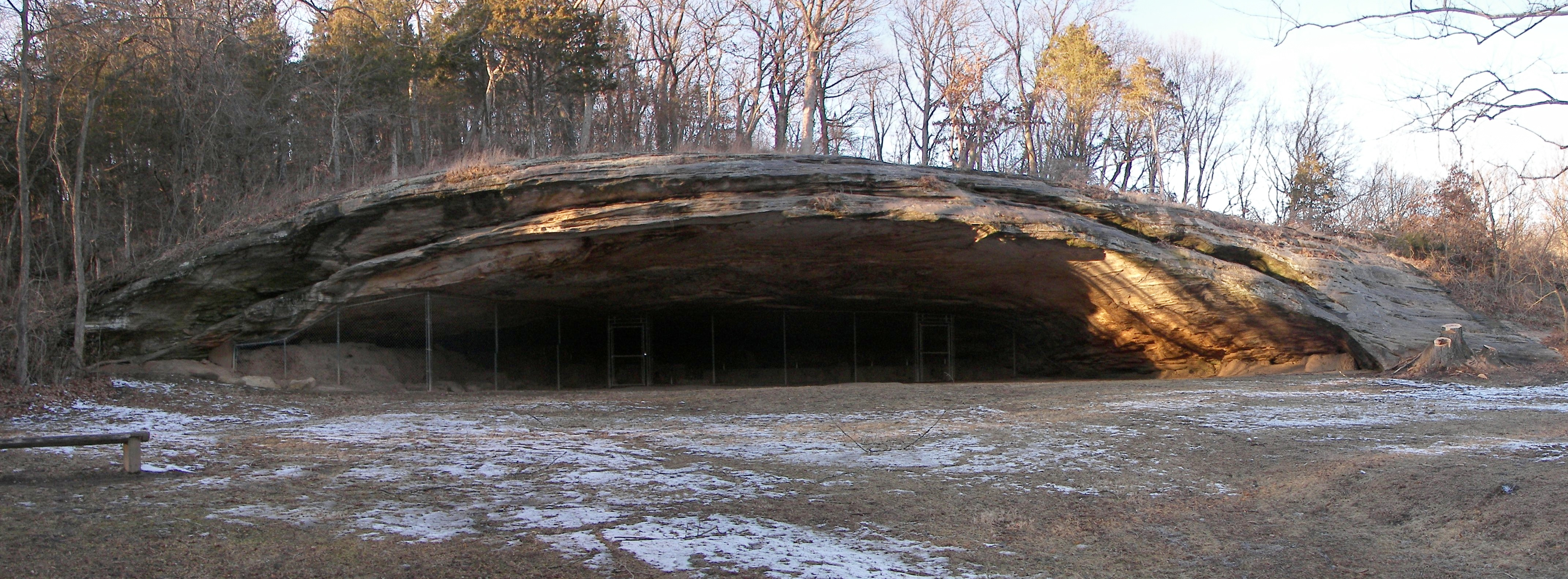
Graham Cave State Park

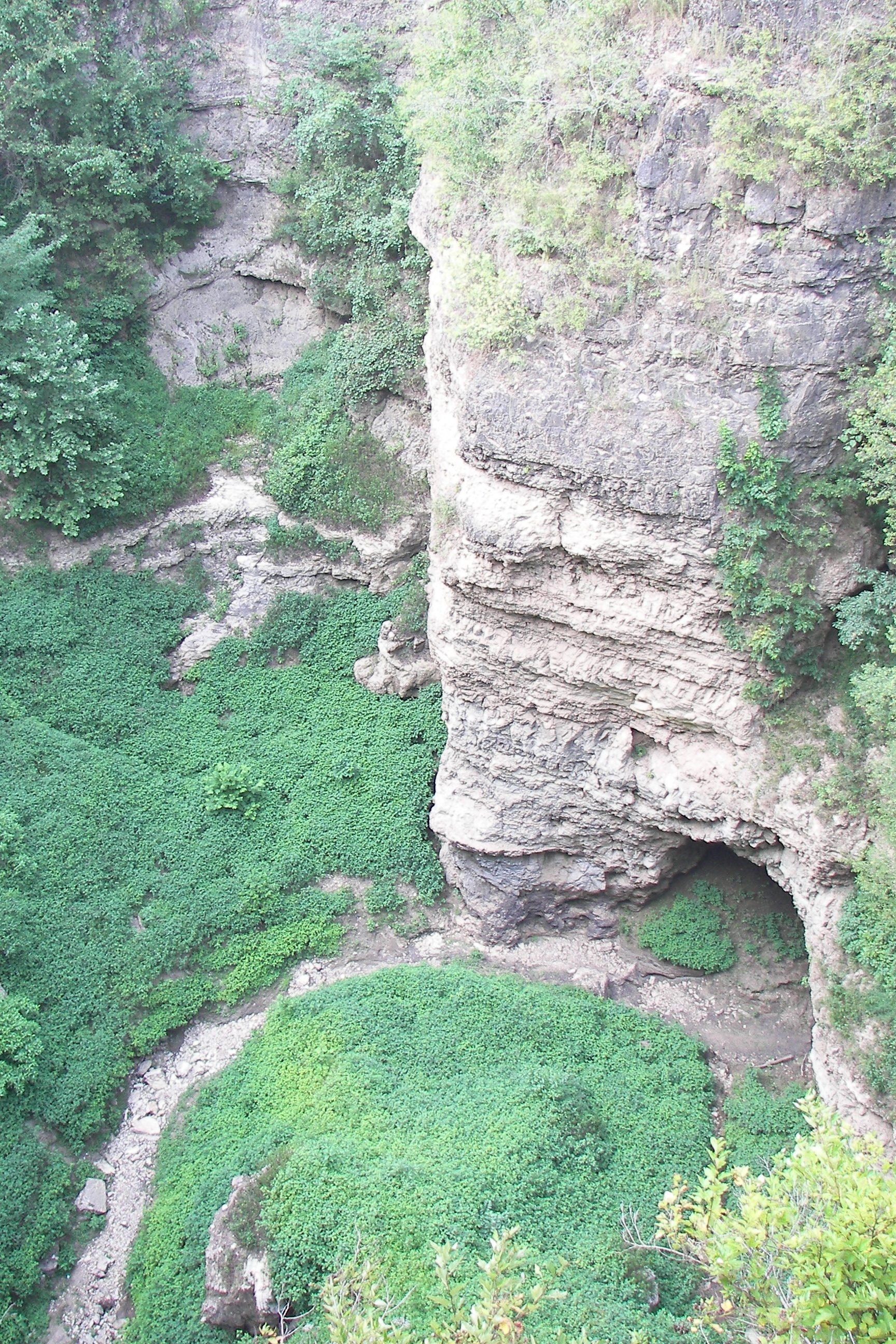
Grand Gulf state Park

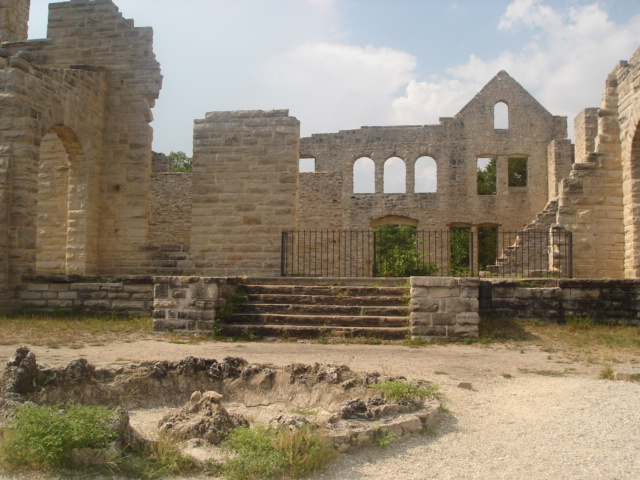
Ha Ha Tonka State Park

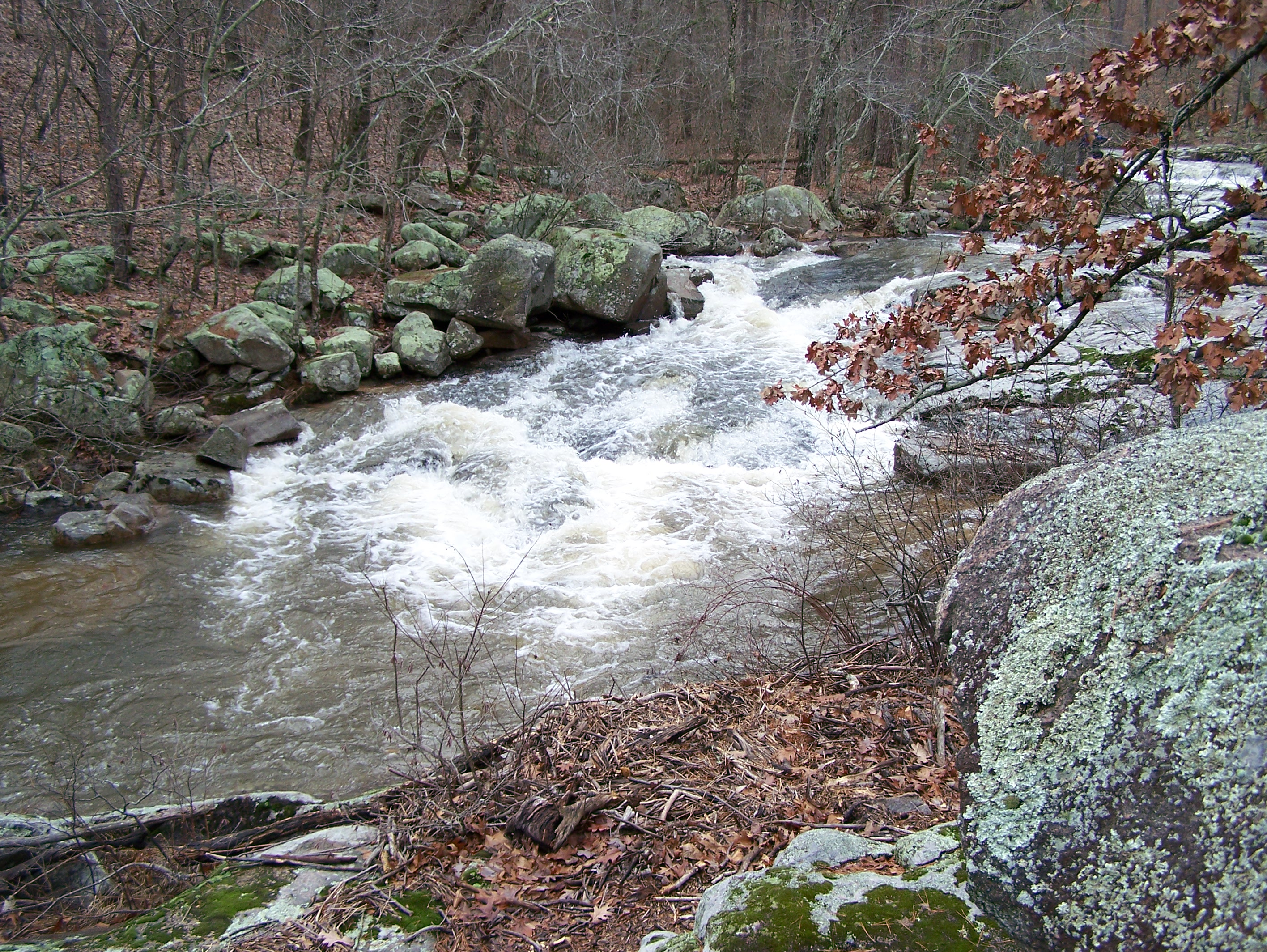
Hawn State Park

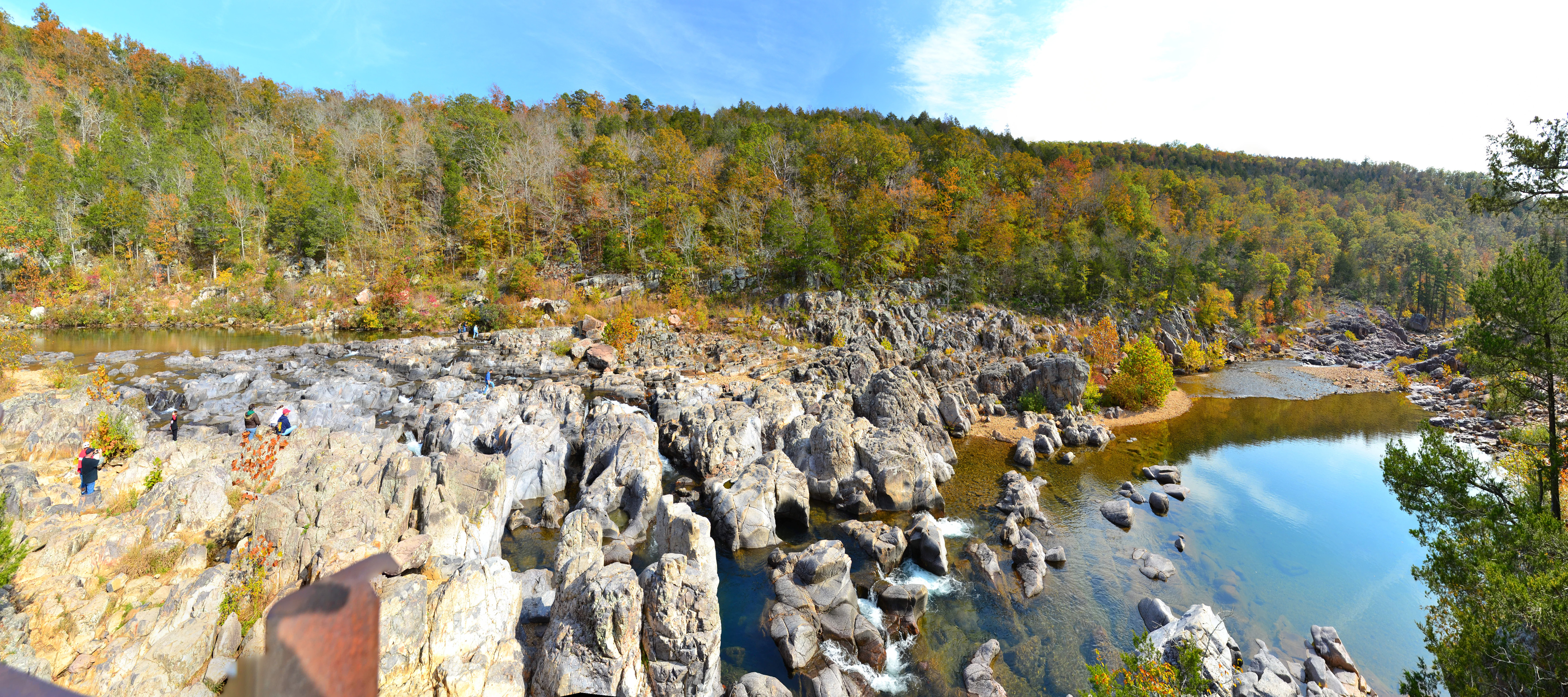
Johnson's Shut-Ins State Park

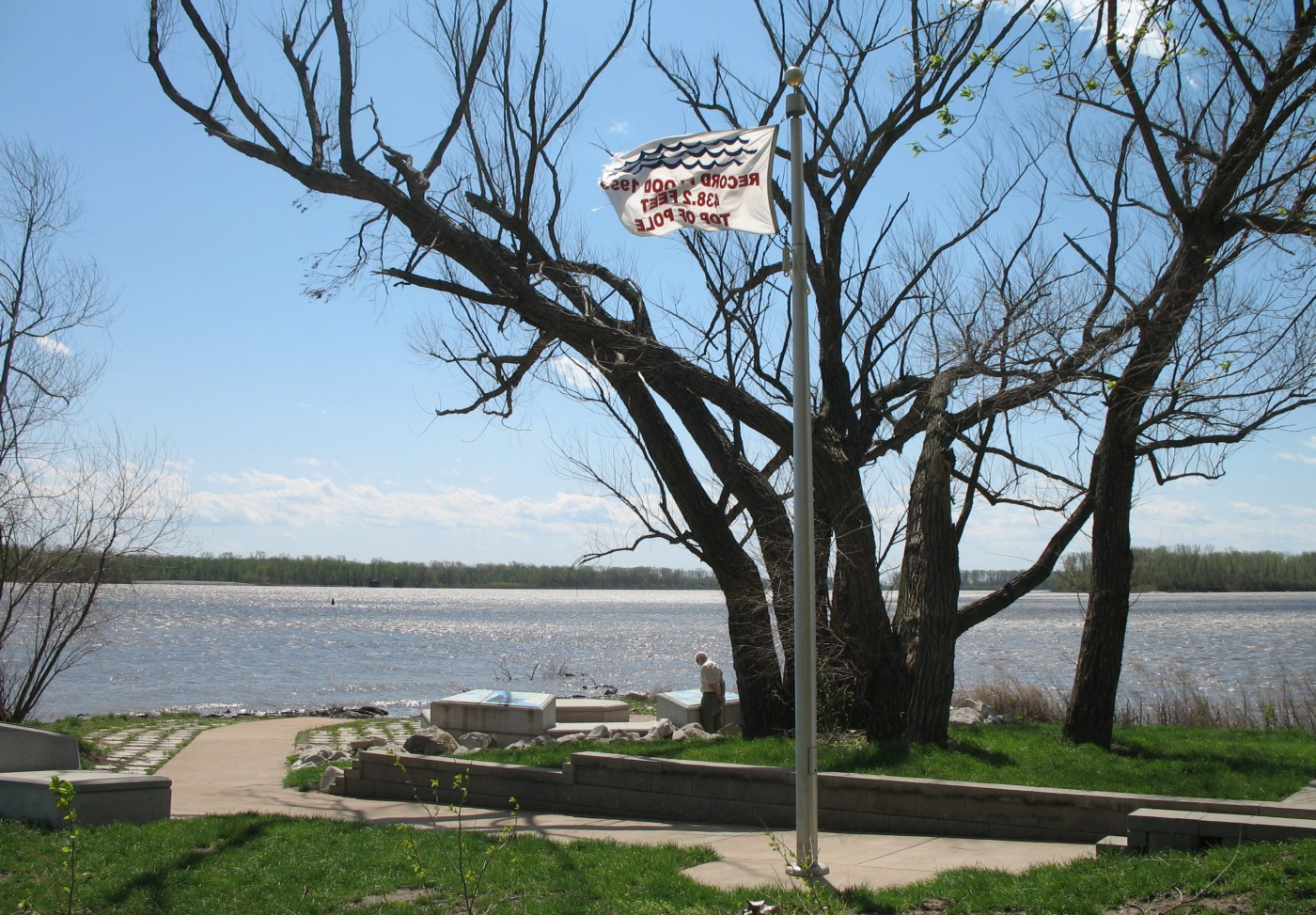
Jones-Confluence Point State Park

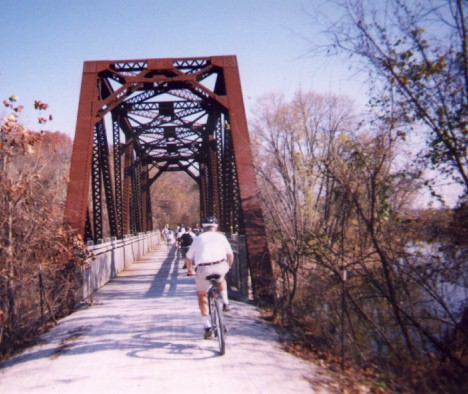
Katy Trail State Park

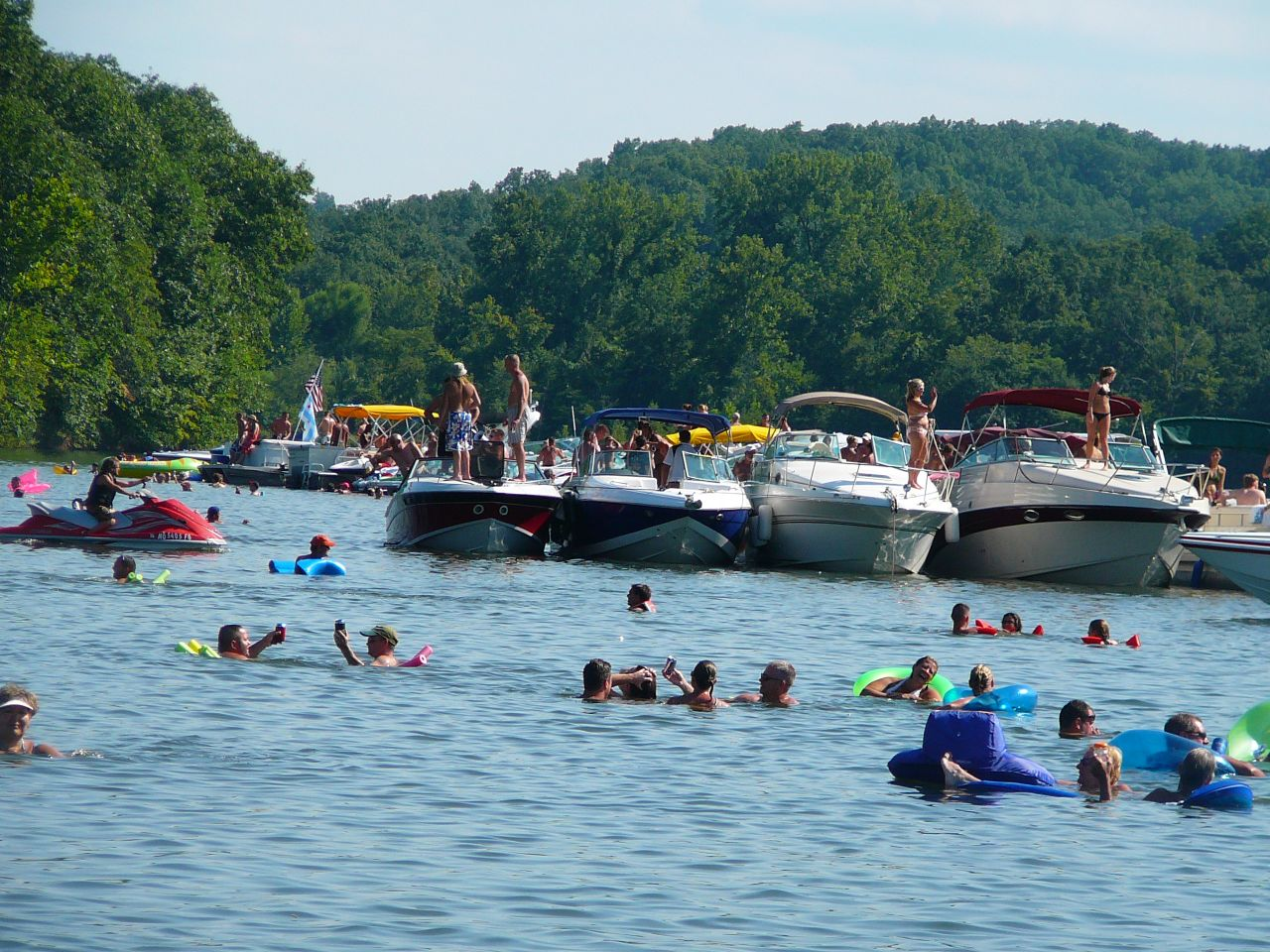
Lake of the Ozarks State Park

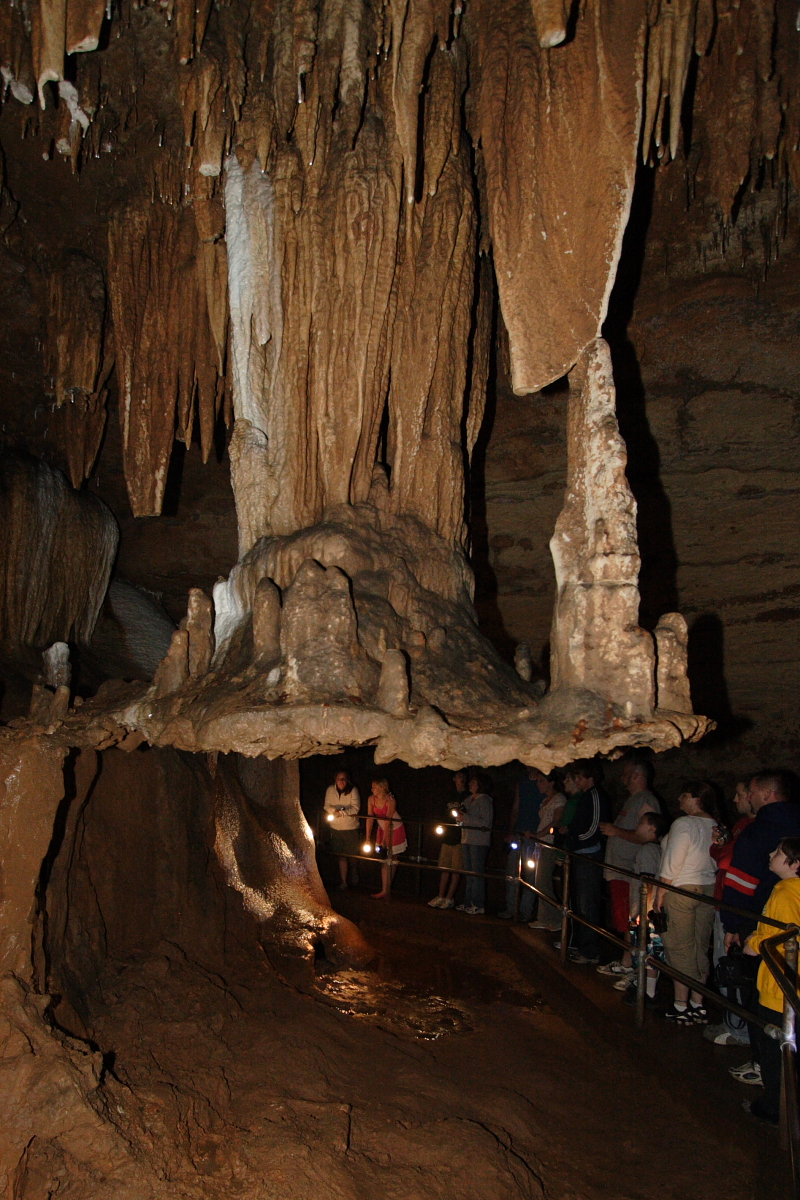
Meramec State Park

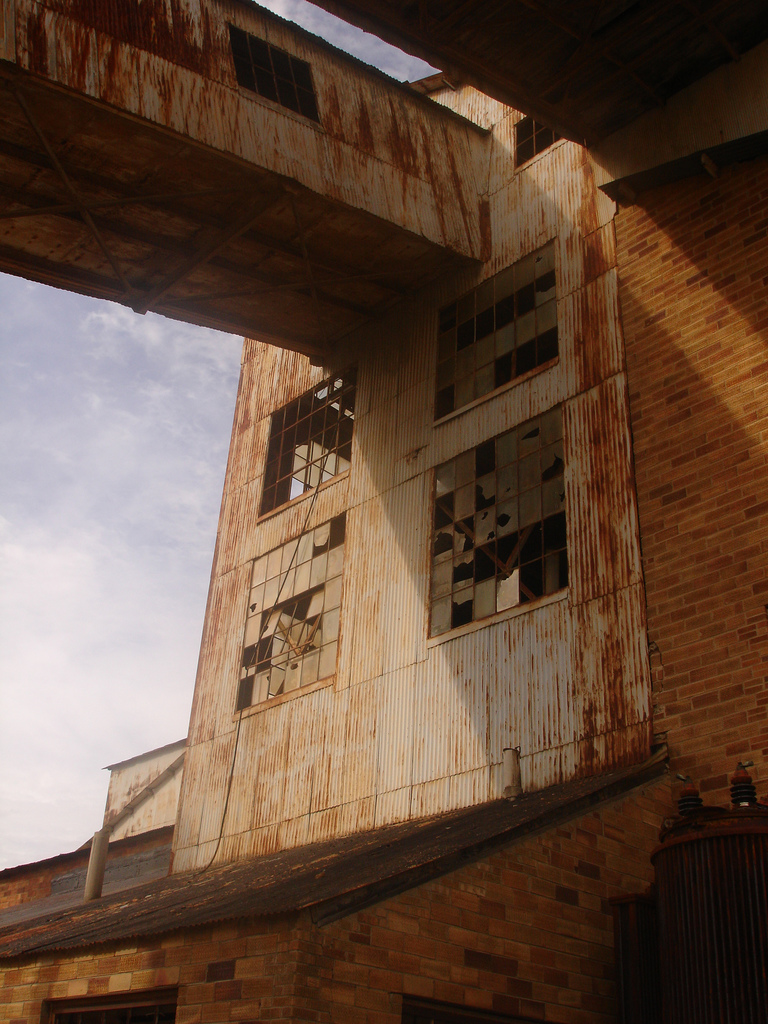
Missouri Mines State Historic Site

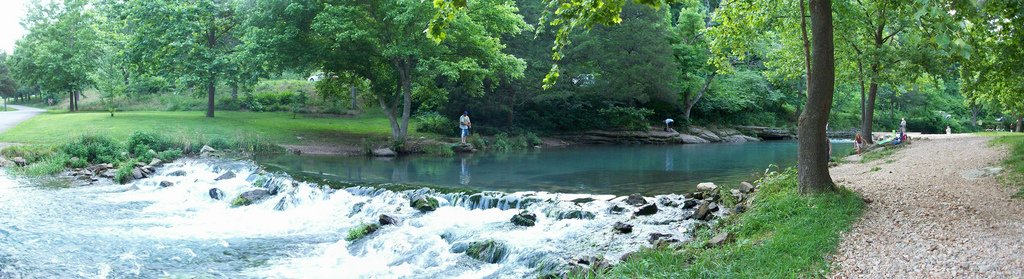
Roaring River State Park

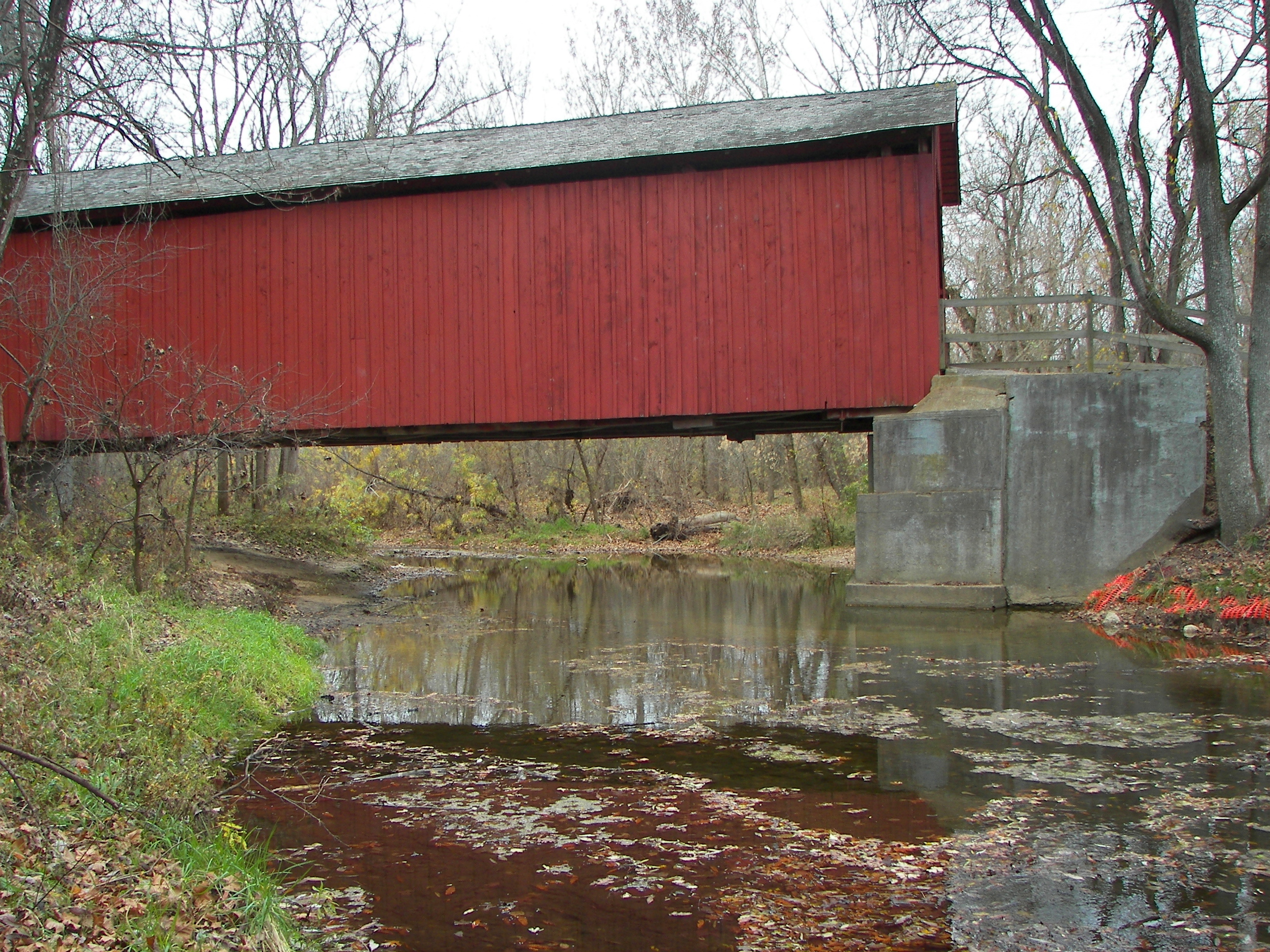
Sandy Creek Covered Bridge State Historic Site

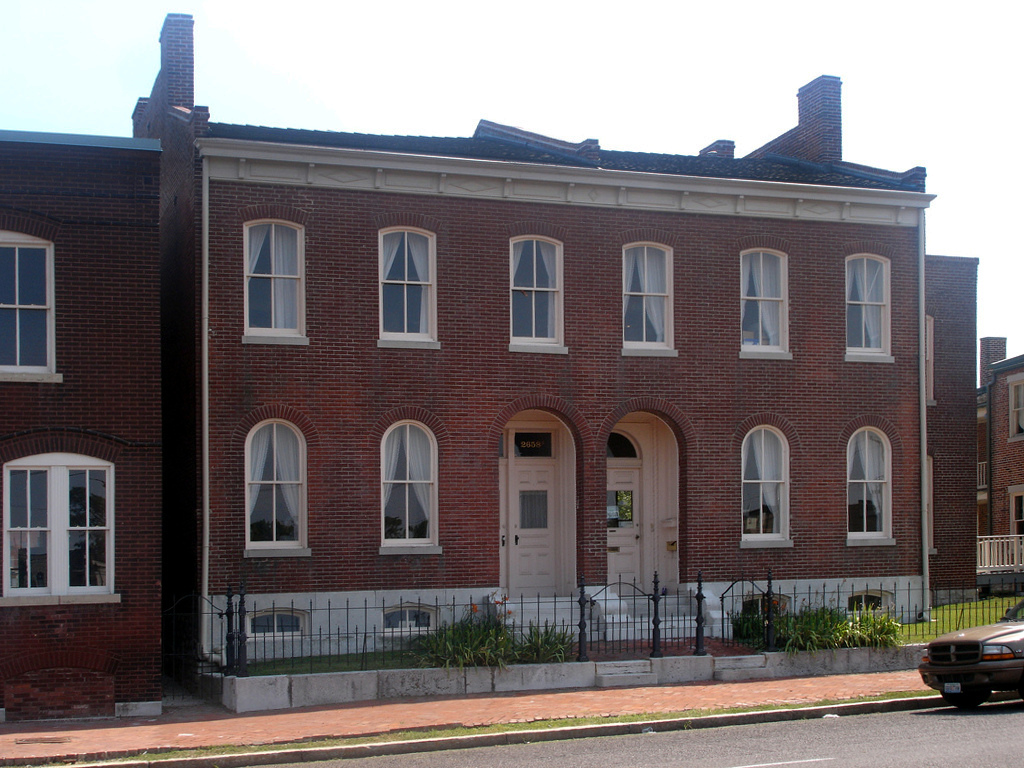
Scott Joplin House State Historic Site

| Name                                                   | Gründung |
| ------------------------------------------------------ | -------- |
| Arrow Rock State Historic Site                         | 1923     |
| Babler State Park                                      | 1937     |
| Sam A. Baker State Park                                | 1926     |
| Battle of Athens State Historic Site                   | 1975     |
| Battle of Carthage State Historic Site                 | 1990     |
| Battle of Lexington State Historic Site                | 1958     |
| Bennett Spring State Park                              | 1923     |
| Thomas Hart Benton Home and Studio State Historic Site | 1977     |
| Big Lake State Park                                    | 1932     |
| Big Oak Tree State Park                                | 1937     |
| Big Sugar Creek State Park                             | 1992     |
| Bollinger Mill State Historic Site                     | 1967     |
| Nathan Boone Homestead State Historic Site             | 1991     |
| Boone's Lick State Historic Site                       | 1960     |
| Bothwell Lodge State Historic Site                     | 1974     |
| Castlewood State Park                                  | 1974     |
| Clark's Hill/Norton State Historic Site                | 2002     |
| Confederate Memorial State Historic Site               | 1952     |
| Crowder State Park                                     | 1938     |
| Cuivre River State Park                                | 1946     |
| Current River State Park                               | 2008     |
| Deutschheim State Historic Site                        | 1978     |
| Dillard Mill State Historic Site                       | 1977     |
| Gov. Daniel Dunklin's Grave State Historic Site        | 1965     |
| Elephant Rocks State Park                              | 1967     |
| Felix Vallé House State Historic Site }                | 1970     |
| Finger Lakes State Park                                | 1973     |
| First Missouri State Capitol State Historic Site       | 1960     |
| Fort Davidson State Historic Site                      | 1968     |
| Gen. John J. Pershing Boyhood Home State Historic Site | 1952     |
| Graham Cave State Park                                 | 1964     |
| Grand Gulf State Park                                  | 1984     |
| Ha Ha Tonka State Park                                 | 1978     |
| Harry S Truman Birthplace State Historic Site          | 1957     |
| Harry S Truman State Park                              | 1976     |
| Hawn State Park                                        | 1955     |
| Hunter-Dawson State Historic Site                      | 1967     |
| Iliniwek Village State Historic Site                   | 1992     |
| Jefferson Landing State Historic Site                  | 1976     |
| Jewell Cemetery State Historic Site                    | 1970     |
| Johnson's Shut-Ins State Park                          | 1955     |
| Jones-Confluence Point State Park                      | 2001     |
| Katy Trail State Park                                  | 1990     |
| Knob Noster State Park                                 | 1946     |
| Lake of the Ozarks State Park                          | 1946     |
| Lake Wappapello State Park                             | 1956     |
| Lewis and Clark State Park                             | 1934     |
| Locust Creek Covered Bridge State Historic Site        | 1968     |
| Long Branch State Park                                 | 1983     |
| Mark Twain Birthplace State Historic Site              | 1924     |
| Mark Twain State Park                                  | 1924     |
| Mastodon State Historic Site                           | 1976     |
| Meramec State Park                                     | 1927     |
| Missouri Mines State Historic Site                     | 1976     |
| Missouri State Capitol                                 | 1826     |
| Missouri State Museum                                  | 1978     |
| Montauk State Park                                     | 1926     |
| Morris State Park                                      | 2000     |
| Onondaga Cave State Park                               | 1982     |
| Osage Village State Historic Site                      | 1984     |
| Pershing State Park                                    | 1937     |
| Pomme de Terre State Park                              | 1960     |
| Prairie State Park                                     | 1980     |
| Roaring River State Park                               | 1928     |
| Robertsville State Park                                | 1979     |
| Rock Bridge Memorial State Park                        | 1967     |
| Route 66 State Park                                    | 1997     |
| St. Francois State Park                                | 1964     |
| St. Joe State Park                                     | 1976     |
| Sandy Creek Covered Bridge State Historic Site         | 1968     |
| Sappington Cemetery State Historic Site                | 1970     |
| Scott Joplin House State Historic Site                 | 1983     |
| Stockton State Park                                    | 1969     |
| Table Rock State Park                                  | 1959     |
| Taum Sauk Mountain State Park                          | 1991     |
| Thousand Hills State Park                              | 1952     |
| Towosahgy State Historic Site                          | 1967     |
| Trail of Tears State Park                              | 1957     |
| Union Covered Bridge State Historic Site               | 1967     |
| Van Meter State Park                                   | 1932     |
| Wakonda State Park                                     | 1960     |
| Wallace State Park                                     | 1932     |
| Washington State Park                                  | 1932     |
| Watkins Woolen Mill State Park                         | 1964     |
| Watkins Woolen Mill State Historic Site                | 1964     |
| Weston Bend State Park                                 | 1980     |